# Frans Kuyper (boekdrukker)
Frans Kuyper (Latijn: Franciscus Cuperus) (Amsterdam, 1629 – Rotterdam, 21 oktober 1691) was een boekdrukker, uitgever, schrijver, theoloog en boekverkoper werkzaam te Amsterdam vanaf 1653 en na 1670 te Rotterdam tot aan zijn dood. Kuyper was een remonstrant, collegiant en aanhanger van het socinianisme. 

## Leven en werk

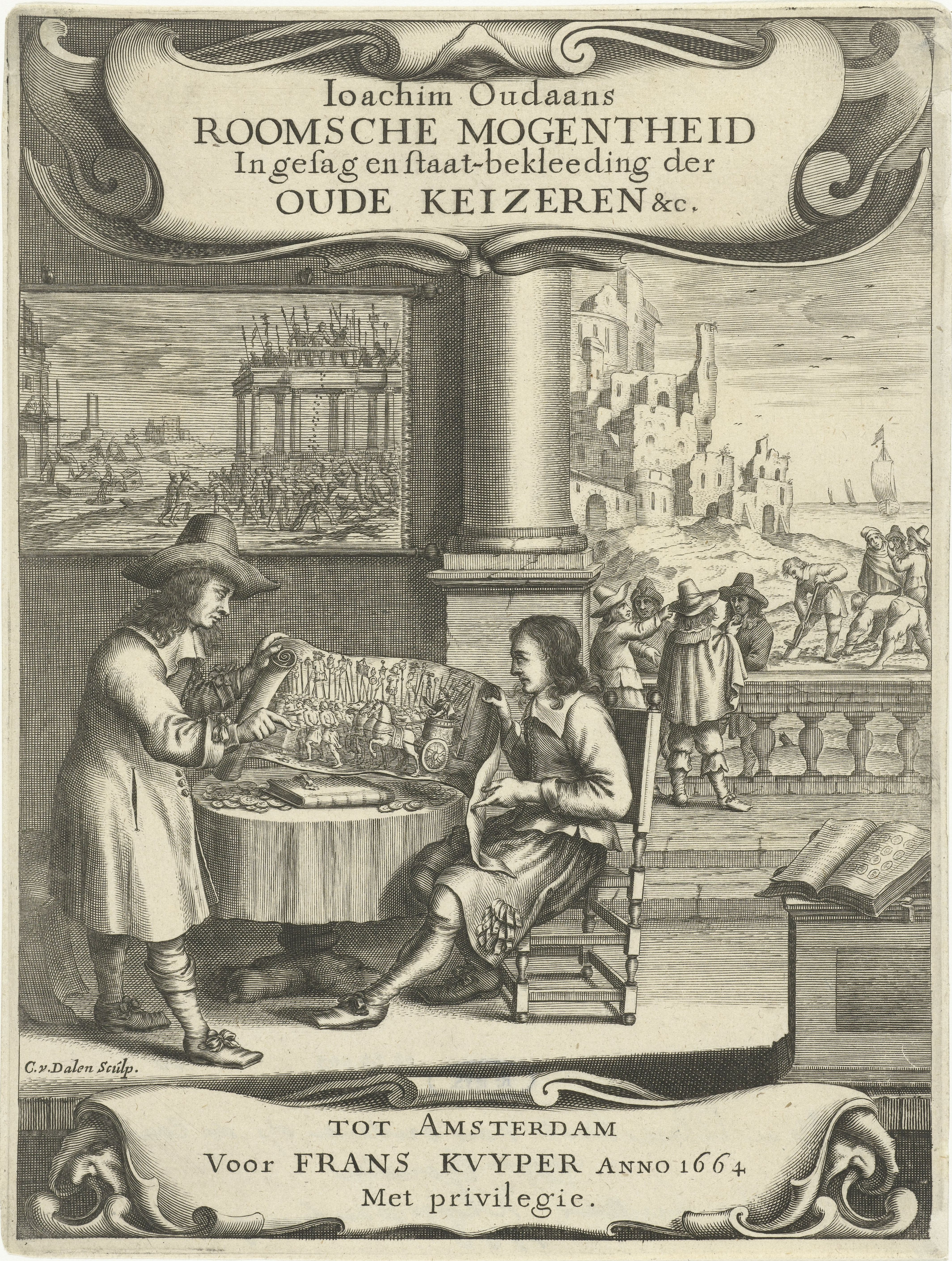
Titelpagina van Joachim Oudaan's Roomsche Mogentheid, uitgegeven door Frans Kuyper

Kuyper studeerde in Amsterdam onder Simon Episcopius en werd in 1650 aangenomen als proponent bij het Remonstrantse Broederschap. Hij trouwde op 28 november 1651 met Elisabeth van Wamelen.
In 1652 werd hij als predikant in Vlaardingen aangesteld. Hij weigerde echter kinderen te dopen vanwege zijn geloofsovertuiging. Hierdoor ontstonden moeilijkheden: er was niet altijd een predikant te vinden en doopouders kwamen vaak onverwachts en wilden niet wachten.  Daarom nam hij in 1653 ontslag. Hij verhuisde naar de omgeving van de Haarlemmerpoort (Amsterdam) en begon daar zijn carrière als boekverkoper.
Kuyper hielp, net als verschillende andere remonstranten zoals zijn oom Daniël van Breen, bij de verspreiding en verkoop van uit Polen afkomstige sociniaanse werken in de Republiek. Deze werken waren sinds de tweede helft van de zeventiende eeuw verboden door de Staten-Generaal van de Nederlanden en werden daarom anoniem uitgegeven. Kuyper gaf sociniaanse werken uit onder de schuilnaam Irenicus Philalethius, gevestigd in Irenopolis (Vredestad) of Eleutheropolis (Vrijstad), die als schuilnamen dienden voor Amsterdam en Rotterdam. Zijn bekendste werk als uitgever is de achtdelige folio Bibliotheca fratrum Polonorum quos Unitarios vocant (Nederlands: Bibliotheek van de Poolse broeders genaamd de Unitariërs), een verzameling van de werken van de belangrijkste sociniaanse theologen. In 1664 ontstond er conflict binnen de collegianten, wat leidde tot een splitsing. De ene helft werd geleid door Kuyper en de andere helft door Johannes Bredenburg. Kuyper beschuldigde zowel Bredenburg als de collegiant Spinoza van atheïsme. Kuyper keerde zich in verschillende werken tegen hen, zoals in het driedelig werk Den philosopherenden boer. Pas na zowel Kuyper's als Bredenburg's dood in 1691, verenigden de collegianten zich weer. Kuyper schreef naast kritische werken ook vijf kerkelijke liederen, samengebundeld in het boek Het lust-hof der zielen, beplant met verscheiden soorten van geestelijke gezangen (1681) van Claes Stapel. Kuyper stierf op 21 oktober 1691 in Rotterdam door een ongeval. Terwijl hij op zoek was naar milstenkruid, een ingrediënt voor Kuyperbalsem, werd hij dodelijk getroffen door een draaiende molenwiek.

## Uitgegeven werken
- Joachim Oudaan (1664), Roomsche Mogentheid
- Bibliotheca fratrum Polonorum quos Unitarios vocant (1665-1668) (achtdelig)
- Daniël van Breen (1666), Opera Theologica
- Stanislaus Lubieniecki (1666-1668), Theatrum Cometicum (driedelig)
- Johannes Bredenburg (1684), Van den oorsprong van de kennisse Gods

## Geschreven werken
- Den philosopherenden boer (driedelig, 1675-1677)
- Korte verhandeling van de duyvelen (1676)
- Arcana atheismi revelata, philosophice et paradoxe refutata, examine Tractatus theologico-politici (als Franciscus Cuperus, 1676)
- Kerkelijke liederen 'Van de aandagt', 'Van valze aandagt', 'Van waare aandagt', 'Hoe de aandagt bekoomen werd' en 'Af-scheid' in Het lust-hof der zielen, beplant met verscheiden soorten van geestelijke gezangen (Claes Stapel, 1681)
- Verklaaring over de leer, het leeven, daaden en lijden onzes Zaaligmaakers. Door den apostel Johannes geschreven (1682)
- Verklaaring over de leer, het leeven, de daaden, en lijden, onzes Heeren Jesus Christus. Door den apostel Mattheus geschreeven (1682)
- Bewijs, dat noch de schepping van de natuur, noch de mirakelen, die de H. Schrift verhaalt, op eenigerhande wijz, teegen de natuurlijke reeden strijdig zijn. Teegen de atheistise gronden, van Johannes Breedenburgs (1685)
- Aanteekeningen over het boek, van den evangelist Markus. Behelzende in het kort, het leven, de leer en dood, van onzen zaaligmaker Jesus Christus (1686)

## Vertaalde werken
- Henry More, Korte en bondige weederlegging van het wiskunstig bewijs van B.D. Spinosa, met welke hij zijn atheïstische gronden heeft gepoogd te bekrachtigen
- Charles Drelincourt (1663), De staet van de geboden tot des Heeren avontmaal (vertaald uit het Frans)
- Daniël van Breen (als Danielis Brenii, 1666), Verklaring over d'Openbaaring des apostels Johannes (vertaald uit het Latijn)

- Bibliothèque nationale de France: cb10496906q (data)
- Biografisch Portaal: 27943748
- Gemeinsame Normdatei: 100096077
- International Standard Name Identifier: 0000 0001 1737 4621
- Library of Congress Control Number: no2019092067
- Nationale Bibliotheek van Tsjechië: ola2012722129
- Nederlandse Thesaurus van Auteursnamen: 069678545
- LIBRIS: 276981
- Système universitaire de documentation: 069853738
- Virtual International Authority File: 2808097